# Kohoutek (Lychnis)
Kohoutek (Lychnis) je rod asi 30 druhů květin z čeledi hvozdíkovitých. Pocházejí a jsou rozšířeny hlavně v mírném pásmu severní polokoule. Pro své výrazné květy byly šířeny na nová území. Jejich obliba plyne také z malých nároků na prostředí i na péči.

## Popis
Rostliny jsou nejčastěji trvalky, méně často jsou dvouletky. Z rozvětveného, hrubého oddenku vyrůstají vytrvalé listové růžice a z nich jedna nebo víceré lodyhy, ty bývají v horní části rozvětvené a mohou být holé, drsně chlupaté nebo šedě vlnaté. Lodyhy jsou porostlé křižmostojnými, přisedlými listy s čepelemi kopinatými či elipsovitými a se špičatými vrcholy.
Na koncích lodyh vyrůstají oboupohlavné květy sestavené do lat nebo vidlanů. Pětičetné květy bývají růžové, červené, červenofialové a jen zřídkakdy bílé. Trubkovitý nebo úzce zvonkovitý, podélně žilkovaný kalich s 10 žilkami, bývá fialově naběhlý. Koruna má nehtovité plátky celokrajné, plytce vykrojené, dvoulaločné až čtyřdílné a ve spodu má zřetelnou pakorunku. V květu je deset tyčinek ve dvou kruzích, pět kratších obvykle přirůstá ke korunním plátkům. Svrchní, vejčitý semeník je složený z pěti plodolistů a má na vrcholu pět čnělek.
Plody jsou jednopouzdré, vícesemenné tobolky obalené vytrvalým kalichem. Ve zralosti se tobolky za pěkného počasí otvírají pěti zuby a vypadávají z nich četná semena ledvinovitého tvaru s drsným osemením.

## Rozmnožování
Jednotlivé druhy se rozmnožují hlavně semeny nebo dělením trsů. Množení semeny je obvyklejší u tzv. nešlechtěných botanických druhů. Druhého způsobu se používá při rozmnožování vyšlechtěných kultivarů, neboť genetické množení semeny nezaručuje přenos vlastnosti z rodičů na potomky. V zahradnické praxi se často pěstují i kříženci (hybridy).

## Význam
Kohoutky se v okrasném zahradnictví pěstují pro své sytě vybarvené květy, dlouhou dobu kvetení a nenáročnost na péči i stanoviště. Používají se jak čistě botanické druhy s jednoduchými květy, tak i kultivované plnokvěté formy. Druhy z jednoduchými květy se používají jako součást květnatých trávníků, obsahují nechutnou mízu a většina býložravců je nespásá. Rostliny plnokvěté se vysazují na trvalkové záhony, k tvorbě zahradních lemů, obrub a dalších liniových prvků. Menší druhy jsou vhodné i do skalek.
Jsou to obvykle krátkověké trvalky, které se na svém stanovišti i do blízkého okolí rozmnožují přirozeným vysemeňováním, na slunném stanovišti s propustnou půdou vydrží růst a kvést po mnoho let. Obvykle nemají živočišných škůdců, pouze vlhké prostředí a těžká, dlouhodobě mokrá půda jim může přivodit hnilobu kořenů.

## Taxonomie
V přírodě České republiky se vyskytují tyto čtyři druhy:
- kohoutek Jovišův (Lychnis flos-jovis) (L.) Desr.
- kohoutek luční (Lychnis flos-cuculi) L.
- kohoutek plamenný (Lychnis chalcedonica) L.
- kohoutek věncový (Lychnis coronaria) (L.) Desr.

Mezi další často pěstované druhy patří zejména:
- kohoutek alpský (Lychnis alpina) L.
- kohoutek lesklý (Lychnis fulgens) Fisch.
- kohoutek sibiřský (Lychnis sibirica) L.
- kohoutek sněžný (Lychnis nivalis) Kit.
- kohoutek velkokvětý (Lychnis grandiflora) Jacq.

a hybrid
- kohoutek Arkwrightův (Lychnis x arkwrightii)

V minulosti byla ke kohoutkům počítána i smolnička obecná.

## Galerie

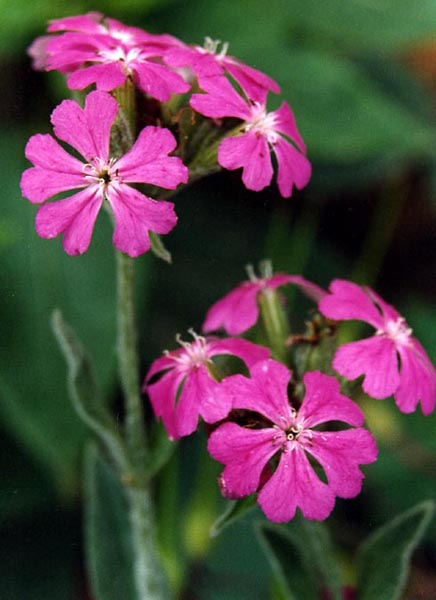
kohoutek Jovišův
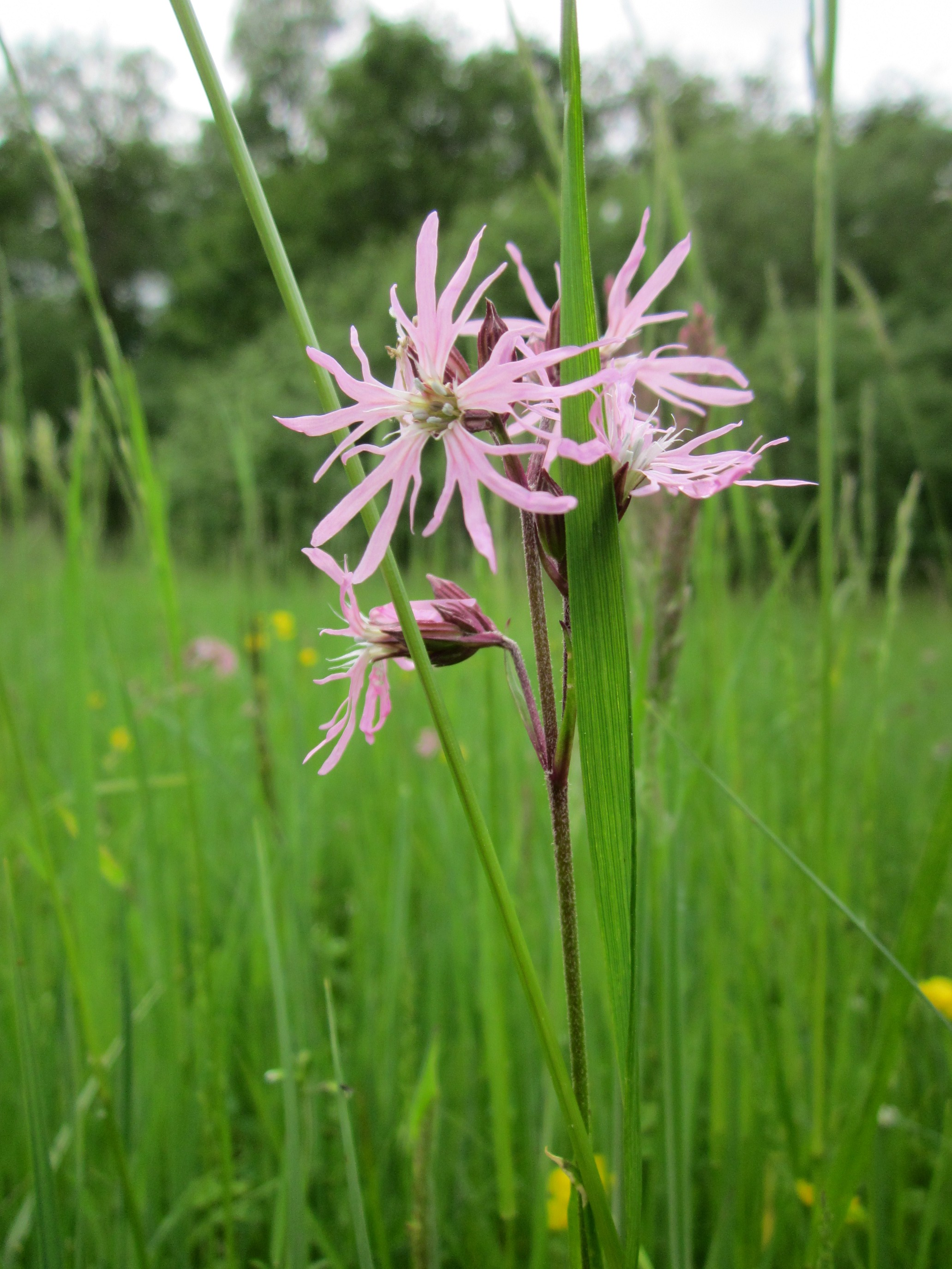
Kohoutek luční
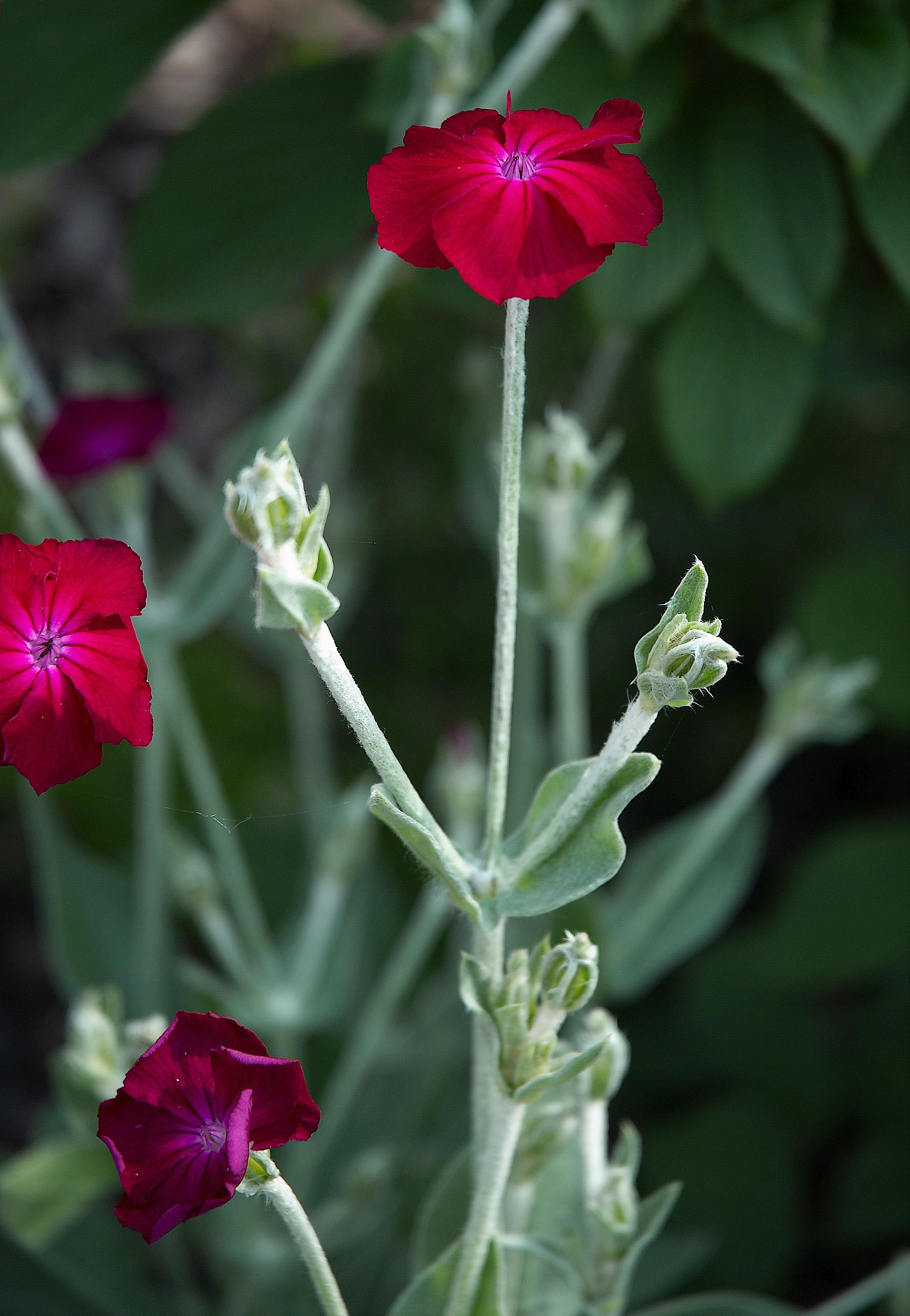
Kohoutek věncový
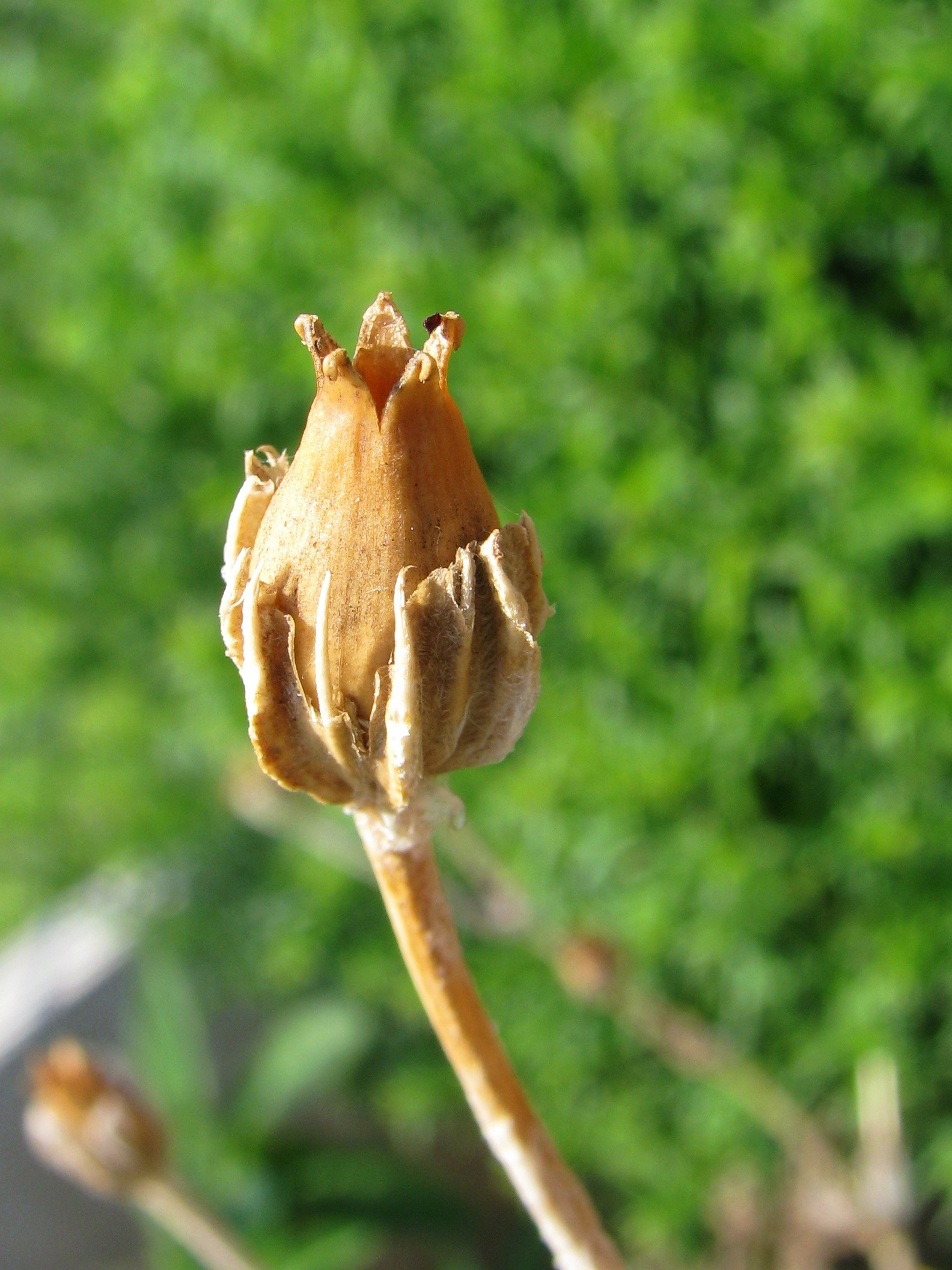
Otevřená tobolka